# Yoshiya Nishizawa
Yoshiya Nishizawa (西澤 代志也 Nishizawa Yoshiya?), född 13 juni 1987 i Saitama prefektur, är en japansk fotbollsspelare.
Nishizawa började sin karriär 2006 i Urawa Reds. Med Urawa Reds vann han AFC Champions League 2007, japanska ligan 2006 och japanska cupen 2006. 2010 flyttade han till Thespa Kusatsu. Efter Thespa Kusatsu spelade han för Tochigi SC. Han spelade 125 ligamatcher för klubben.